# Sidareja (Kaligondang)
Sidareja is een bestuurslaag in het regentschap Purbalingga van de provincie Midden-Java, Indonesië. Sidareja telt 4241 inwoners (volkstelling 2010).